# Украинский (Косихинский район)
Украинский — посёлок в Косихинском районе Алтайского края, Россия. Административный центр Баюновского сельсовета.

## География
Расположен в правобережной приобской лесостепи, в равнинной северо-западной части Бийско-Чумышской возвышенности, рельеф местности пересеченный.
Расстояние до
- районного центра Косиха 17 км;
- краевого центра Барнаул 40 км.

Ближайшие населённые пункты
Логовое 3 км, Восход 4 км, Малахово 6 км, Романово 7 км, Баюновские Ключи 9 км, Жилино 10 км, Пустынь 11 км, Контошино 11 км, Лосиха 13 км, Озеро-Красилово 14 км, Овчинниково 15 км.
Климат
Климат резко континентальный. Средняя температура января минус 20˚С, июля — +21˚С.
Абсолютный температурный максимум — +38˚С, абсолютный минимум — минус 52˚С. Преобладание в Косихинском районе малооблачной антициклональной погоды обуславливает низкие температуры зимой и достаточно высокие летом. Годовое количество атмосферных осадков — 350—400 мм. Примерно половина годового количества осадков выпадает в течение летних месяцев. Преобладающее направление ветра в течение года — юго-западное с переходом на северо-западное.

## История
Посёлок основан в 1939 году. Две юные доярки — Евдокия Бабич и Анна Дробот в течение 1941—1942 годов смогли перегнать стадо племенных коров из Украины на Алтай. Им выделили 2 дома, так образовалась заимка Украинская, ставшая впоследствии посёлком.

## Население
| 1997  | 1998  | 1999  | 2000  | 2001  | 2002  | 2003  |
| ----- | ----- | ----- | ----- | ----- | ----- | ----- |
| 1074  | ↗1093 | ↗1103 | ↘1086 | →1086 | ↘1078 | ↘1069 |
| 2004  | 2005  | 2006  | 2007  | 2008  | 2009  | 2010  |
| ↗1119 | ↗1122 | ↘1098 | ↗1115 | ↗1116 | ↘1113 | ↘1007 |
| 2011  | 2012  | 2013  |       |       |       |       |
| ↗1017 | ↘934  | ↘883  |       |       |       |       |

## Инфраструктура
В посёлке работают КФК, несколько сельскохозяйственных предприятий: ООО «УПХ „Косихинское“», племзавод «Косихинский» и другие, торговые и коммунально-бытовые организации.
Есть почтовое отделение, МБОУ «Украинская СОШ», детский сад «Малышок», сельская амбулатория.